# Teatro Leopoldo Fróes (São Paulo)
Teatro Leopoldo Fróes é um teatro localizado no distrito de Santo Amaro, Zona Sul da cidade de São Paulo.

## Crítica
Em 28 de setembro de 2014, foi publicado na Folha de S.Paulo o resultado da avaliação feita pela equipe do jornal ao visitar os sessenta maiores teatros da cidade de São Paulo. O local foi premiado com quatro estrelas, "bom", com o consenso: "O local homenageia o ator carioca Leopoldo Fróes, famoso nos anos 1920. A sala, espaçosa e bem cuidada, recebe peças de gêneros variados: comédias, dramas e montagens infantis aparecem por ali. Entretanto, no local não há bonbonnière — e os lugares para cadeirantes não são bem localizados."